# Juan Diego Ramírez
Juan Diego Ramírez Calderon (* 21. Juli 1971) ist ein ehemaliger kolumbianischer Radrennfahrer.

## Sportliche Laufbahn
Juan Diego Ramírez war Profi-Radrennfahrer von 1993 bis 2012. 1994 gewann er die Vuelta a Boyacá. 1995 belegte er Rang vier der Gesamtwertung des Clásico RCN, gewann eine Etappe der Vuelta a Colombia und wurde Zweiter der Gesamtwertung. In den folgenden Jahren entschied er vier Etappen der Kolumbien-Rundfahrt für sich, elf Mal wurde er Zweiter. 2000 und 2001 gewann er den Clásico RCN. Im Jahr darauf wurde er Panamerikameister im Straßenrennen.
Zwei Mal startete Ramírez bei großen Landesrundfahrten in Europa: Bei der Vuelta a España 1997 wurde er 75. der Gesamtwertung, den Giro d’Italia 2002 konnte er nicht beenden. 2006 gewann er den Doble Copacabana und 2006 und 2009 jeweils eine Etappe der Vuelta a Colombia. 2012 beendete er seine Radsportlaufbahn als Profi-Rennfahrer, startete aber weiterhin bei heimischen Rennen.

## Erfolge
1995
- Kombinationswertung und eine Etappe Vuelta a Colombia

1997
- Bergwertung und eine Etappe Vuelta a Colombia

1998
- Bergwertung Vuelta a Colombia

2000
- Gesamt- und Bergwertung Clásico RCN

2001
- Panamerikameister – Straßenrennen
- Gesamtwertung und eine Etappe Clásico RCN

2006
- Doble Copacabana
- eine Etappe Vuelta a Colombia

2009
- eine Etappe Vuelta a Colombia (Prolog – Mannschaftszeitfahren)

## Teams
- 1993–1996 Aguardiente Antioqueño-Lotería de Medellín
- 1997 Telecom-Flavia
- 1998 Kelme-Costa Blanca
- 2000 05 Orbitel
- 2002 Colombia-Selle Italia
- 2012 Colombia – Comcel